# Хызыл-Салда
Хызыл-Салда — аал в Алтайском районе Хакасии, расположен в 28 км к юго-западу от райцентра с. Белый Яр.

## География
Рельеф местности — степной. Расстояние до столицы Республики Хакасия — города Абакан 50 км.

## Население
| 2002 | 2010 | 2013 |
| ---- | ---- | ---- |
| 24   | →24  | ↗25  |

Национальный состав
Население на 01.01.2004 года хакасы